# Georg Brintrup
Georg Brintrup, né le 25 octobre 1950 à Münster, est un réalisateur, écrivain et producteur de cinéma allemand-italien. Un trait commun relie ses œuvres : le style d'« essai cinématographique » sur des thèmes musicaux et littéraires. Dans ses films se fondent le contenu documentaire et celui de la fiction et du film expérimental. Il travaille principalement en Italie, en Allemagne, au Brésil et aux États-Unis.

## Biographie
Déjà à la fin des années 1960, avant de commencer ses études supérieures de communication publicitaire, de philosophie des langues latines et d’histoire de l'art à l’université de Münster (Westphalie), Brintrup réalise ses premiers films, connus sous le nom de « films underground ». Certains d’entre eux ont été utilisés dans des productions du Théâtre municipal de Münster.
En 1973, il commence des études dans la spécialité de Film e Scienze della comunicazione à l’Istituto di Scienze e Tecniche dell’Opinione Pubblica de Rome. Il en obtient le diplôme avec la thèse sur Littérature et Film. Dans ce travail, il inclut le court métrage en allemand Meine Wunder (Mes miracles), qui a été projeté dans le cadre du Festival international du court métrage d'Oberhausen, en 1978. Dans les années 1975-76, très impressionné par le phénomène des années de plomb qui secouaient l’Allemagne, il tourne son premier long métrage Spielregel für einen Wiedertäuferfilm (Règle du jeu pour un film sur les anabaptistes). Le film exprime le binôme historique récurrent dans histoire : la répression d’une pensée mène au radicalisme, et l'isolement de l’esprit conduit au fanatisme, à la folie. Le film a été présenté, en 1977, dans le Festival international du film de Rotterdam puis dans la 27e édition du Festival international du film de Berlin et dans la XIIIe Mostra internazionale del Nuovo Cinema di Pesaro.
En 1978, il écrit son premier « film acoustique » pour la Südwestrundfunk, chaîne radiophonique publique régionale allemande de la Rhénanie-Palatinat et du Bade-Wurtemberg méridional. Ce genre de radiodrame, d’une durée maximale de deux heures, a été « inventé » par Max Ophüls dans les années 1950 et se distingue par l’utilisation, au même niveau, des sons, bruitages, musique et langue parlée. À la date d’aujourd’hui, Brintrup a écrit trente « films acoustiques », aussi bien pour SWF que pour d’autres émetteurs publiques en Allemagne.
En 1979, il tourne son premier film pour la télévision, Ich räume auf (Je mets de l’ordre), dont le sujet - basé sur des faits réels - raconte l’histoire de la poétesse expressionniste allemande Else Lasker-Schüler, quand elle accuse ses éditeurs de « profiter de ses trésors intimes les plus précieux ». En d’autres mots, le film traite le thème de l’exploitation et de la corruption de la production artistique.
En 1985, Brintrup tourne son premier film à sujet musical, Poemi Asolani (Poèmes d’Asolo), inspire par la vie et l’art du compositeur italien Gian Francesco Malipiero. Cette œuvre a été définie comme un « film musical non vocal », dans lequel les différents bruits, qui se trouve à la base des compositions de Malipiero, prennent la même valeur que la musique. Dans les années 1990, Brintrup continue à travailler et développer la formule expressive de l’essai musical. L’image, les gestes des acteurs et actrices, la langue parlée, la musique, les sons et les bruits comportent la  même valeur, de façon analogue à ce qui avait été expérimenté lors des « films acoustiques ». Cette technique expressive le différencie des autres auteurs d’essais cinématographiques, par la présence dans ses œuvres des « yeux musicaux » et des « oreilles qui voient ».
Après avoir tourné en Italie deux films musicaux: Raggio di Sole (Un rayon de soleil) et  Luna Rossa (Naples chante à la lune rouge), il a tourné, dans les années 1990, une ample trilogie musicale au Brésil: Le premier film de cette trilogie, Symphonia Colonialis, est consacré à la musique baroque du Brésil, indûment méconnue presque partout. Le second, O trem Caipira, est un film entièrement musical, sans dialogues. Le choix de la musique, qui accompagne et commente les scènes de la vie quotidienne qui sont montrées, et des compositeurs, veut illustrer la recherche des origines musicales du pays. Le troisième film, Tambours et Dieux, veut aller plus loin, capter l’âme brésilienne: un homme aveugle et un jeune garçon “de la rue” parcourent la ville de Salvador, ce qui donne lieu à une veritable recherche: leurs origines, le lien qui unit l’homme à son monde divin.
Ses travaux plus récents sont les films « musicaux » : Palestrina, princeps musicae et La rete di Santini (Le Réseau de Santini), dans lesquels la musique ancienne et la polyphonie sont représentées visuellement. Chaque voix du chœur, telle que chaque planète dans l’univers, est indépendante et cependant elle se conforme à un ordre supérieur, exactement comme ce qui se passe dans les constellations.
Brintrup est membre de l’Académie européenne du cinéma.

## Filmographie (sélection)

### Réalisateur et Scénariste
- 1975 : Règles du jeu pour un film sur les anabaptistes (Spielregel für einen Wiedertäuferfilm)
- 1979 : Je mets de l'ordre (Ich räume auf)
- 1982 : Penn'a Du
- 1983 : Strada Pia
- 1985 : Poemi Asolani
- 1989 : Deruta - La pierre philosophale (Deruta)
- 1991 : Symphonia Colonialis
- 1994 : O Trem Caipira
- 1996 : Rayon de soleil (Raggio di Sole)
- 1998 : Luna Rossa
- 2000 : Tambours et Dieux (Tambores e Deuses)
- 2002 : La Banda - Viva la Banda!
- 2007 : Enzo Cucchi
- 2009 : Palestrina - Prince de la Musique (Palestrina - Fürst der Musik)
- 2011 : Palazzo Ricci
- 2013 : Le Réseau de Santini (Santini’s Netzwerk)

### Acteur
- 1984 : Amerika-Rapports de classe (Klassenverhältnisse) de Jean-Marie Straub et Danièle Huillet
- 1986 : La Mort d'Empédocle ou Quand le vert de la terre brillera à nouveau pour vous (Der Tod des Empedokles oder Wenn dann der Erde Grün von neuem Euch erglänzt) de Jean-Marie Straub et Danièle Huillet